# Pałac w Dziwiszowie
Pałac w Dziwiszowie – pałac z XVI w.  w Dziwiszowie, w powiecie karkonoskim, wpisany do rejestru zabytków nieruchomych województwa dolnośląskiego; położony w środkowej części południowego grzbietu Gór Kaczawskich.
Obiekt wybudowany w XVI w., pięciokondygnacyjny, murowany z cegły i kamienia, otynkowany, składający się z dwóch skrzydeł na planie litery „L”.
Obiekt do 1737 należał do rodu von Bakisch. W 1738 miejscowe dobra nabył Christian Mentzel. W 1778 kolejni właściciele, Thomman wraz z żoną z domu Mentzel, przebudowali dotychczasowy dwór na pałac w stylu klasycystycznym, otoczony parkiem w stylu angielskim. Na początku XIX w. budynek podwyższono o półpiętro, a pośrodku starego skrzydła ustawiono wieżę. W 1886 majątek nabył ród Bossa, a w 1922 stał się własnością Marie von Kramsta (1843–1923), również właścicieli pałacu w Morawie, pochowanej w Morawie. Po 1945 obiekt przejął miejscowy PGR, po czym w latach 90. XX wieku został sprywatyzowany. 

## Historia
Obiekt jest częścią zespołu pałacowo-folwarcznego, w skład którego wchodzą jeszcze:
- park z połowy XIX w., z 3 stawami;
- stajnia koni hodowlanych z czwartej ćwierci XVIII w., przebudowana w XIX w.;
- stajnia koni zarodowych z czwartej ćwierci XVIII w., przebudowana w XIX w.;
- stajnia koni spacerowych z przejazdem i część mieszkalna z czwartej ćwierci XVIII w., przebudowane w XIX w.;
- budynek stodoły, obory, chlewu i magazynu uprzęży z czwartej ćwierci XVIII w., przebudowane w XIX w.